# كافيرنا (ميزوري)
كافيرنا (بالإنجليزية: Caverna)‏ هي إحدى المجتمعات الفردية (غير مصنفة) في ولاية ميزوري في الولايات المتحدة الأمريكية.